# Perdus dans le désert
Perdus dans le désert (The Uninvited) est le 10e épisode de la première saison de la série télévisée Les Sentinelles de l'air. L'ordre de diffusion étant différent de l'ordre de production, il fut le cinquième épisode réalisé.

## Synopsis
Le Thunderbird 1 de Scott Tracy est abattu en plein vol au-dessus du désert par 3 avions chasseurs et 2 hommes retrouvent Scott inconscient dans l'ouverture du Thunderbird puis lui racontent qu'ils recherchent une pyramide d'un peuple ancien. Un peu plus tard, la remorque qui contient toutes les vivres et le carburant des 2 hommes lâche et explose au bas d'une montagne de sable, mettant hors service le récepteur de l'émetteur.
Sans eau, les deux hommes désespérés appellent la Sécurité Internationale à la rescousse qui capte leur message mais ne peut communiquer.
Pourront-ils les abreuver à temps ?